# 王翊帆
王翊帆（2000年11月19日—）為臺灣男子籃球運動員，現效力於超級籃球聯賽裕隆集團。王翊帆國中原先就讀三峽國中，之後轉學至文山國中，自能仁家商畢業後前往就讀輔仁大學。2023年7月在P. LEAGUE+新人選秀會第二輪獲得新竹街口攻城獅青睞，退出了T1聯盟新人選秀會，在超級籃球聯賽新人選秀會第一輪第四順位被裕隆納智捷選中，8月據TSNA報導與裕隆納智捷完成簽約。
王翊帆的弟弟王翊仲同為籃球運動員。

## 外部連結
- 王翊帆在Eurobasket.com（球員）（英语）
- 王翊帆在Flashscore（英语）